# ケイズファクトリー
有限会社ケイズファクトリー（K's FACTORY）は、日本の芸能事務所である。主にキャラの濃い脇役が多く所属している。

## 所属タレント
- 岡崎二朗 → メディアプロデュース株式会社
- 志賀勝 → ウォークオン
- 辰巳佳太
- 猪瀬孔明
- 木村木
- 森本武晴 → LOT STAFFS
- 加賀真也 → K-FRONT
- 安田成伸 → 優企画
- 高見祐聖
- 梅本寛 → K-FRONT → プロ愛犬家
- オンリー吉川 → KCプロ
- パラ小林
- 中山裕介
- 猫瀬介
- 柿元利之 → 劇団KⅢ
- 沖正人
- さつま
- 大橋千恵子
- 山本いつみ

## 業務提携事務所
- ルノンプロモーション
- ワイルドシング
- ダックウィード